# Фостер, Норман
Но́рман Ро́берт Фо́стер, барон Фостер Темз-Банкский, (англ. Norman Robert Foster, Baron Foster of Thames Bank, 1 июня 1935, Манчестер) — британский архитектор и дизайнер, лауреат Императорской и Притцкеровской премий.
Фостер, тесно связанный с развитием архитектуры в стиле «хай-тек» и ранним внедрением энергоэффективных строительных технологий, признан ключевой фигурой британской современной архитектуры. Его архитектурное бюро Foster + Partners, основанное в 1967 году под названием Foster Associates, является крупнейшим в Великобритании и имеет филиалы по всему миру.

## Детство и юность
Норман Роберт Фостер родился в 1935 году в Реддиш, в двух милях к северу от Стокпорта, тогда входившего в графство Чешир. Он был единственным ребёнком Роберта и Лилиан Фостер (урожденная Смит). Семья переехала в Манчестер, где они жили в бедности. Его отец работал на заводе «Метрополитен-Виккерс» в Траффорд-парке, а мать в местной пекарне. Родители Фостера были прилежными и трудолюбивыми, за их сыном часто ухаживали соседи и члены семьи, что, как позже считал Фостер, ограничивало его отношения с матерью и отцом.
Фостер посещал гимназию для мальчиков в Burnage, где над ним издевались одноклассники, отчего он много времени проводил с книгами. В ранние годы он считал себя тихим и неловким. В 16 лет он бросил школу и сдал вступительный экзамен программы мэрии Манчестера, позволившей ему устроиться младшим сотрудником и клерком в городском финансовом управлении. В 1953 году Фостер окончил службу в Королевских ВВС, которые он выбрал из-за любви к авиации. Вернувшись в Манчестер, Фостер стал помощником менеджера по контрактам в местной архитекторской компании John E. Beardshaw and Partners. Ему посоветовали, если он хочет стать архитектором, подготовить портфолио чертежей, используя в качестве примера чертежи их компании. Бердшоу был настолько впечатлен рисунками Фостера, что перевел его в рисовальный отдел.
В 1956 году Фостер поступил в Школу архитектуры и городского планирования при Манчестерском университете. Он не мог получить стипендию, поэтому, чтобы оплатить обучение, подрабатывал, например, продавцом мороженого и в пекарне. Одновременно он учился в местной библиотеке. Благодаря своим таланту и трудолюбию в 1959 году он выиграл 100 фунтов стерлингов и серебряную медаль Британского института архитекторов за рисунок ветряной мельницы. После окончания университета в 1961 году Фостер получил стипендию Генри Йельской школы архитектуры, где познакомился с будущим деловым партнером Ричардом Роджерсом и получил степень магистра. По предложению тамошнего профессора Винсента Скалли они путешествовали по Америке в течение года.

## Карьера

### 1960—1980-е годы

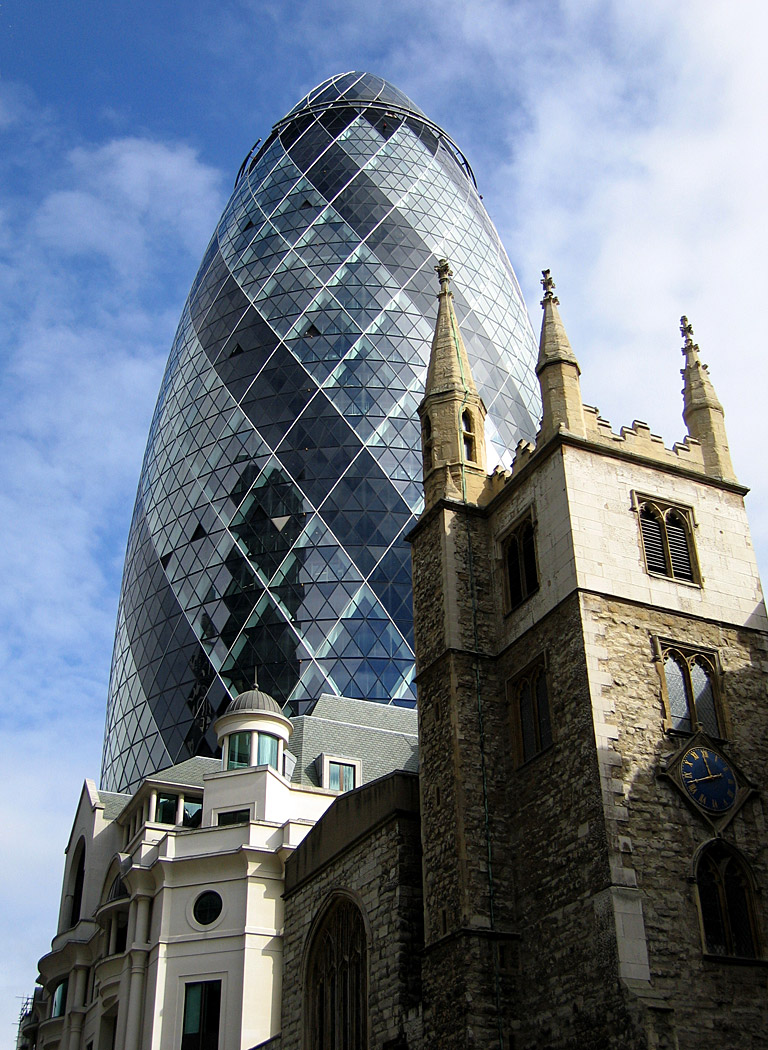
В небоскрёбе Мэри-Экс (1997—2004) размещается главный офис швейцарской страховой компании «Swiss Re»

В 1963 году Фостер вернулся в Англию и вместе с Роджерсом, Сью Брамвелл и сестрами Чизман основал свою собственную архитектурную фирму, Team 4. Одним из их первых проектов был Cockpit, минималистичный стеклянный пузырь, установленный в Корнуолле, особенности которого стали постоянной темой в будущих проектах Фостера. После распада компании в 1967 году Фостер и Венди Чизман основали новую компанию Foster Associates. С 1968 по 1983 год Фостер сотрудничал с американским архитектором Ричардом Фуллером в нескольких проектах, которые стали катализаторами развития экологичного подхода к дизайну, таких как Театр Самуэля Беккета в колледже Святого Петра в Оксфорде.
Компания Foster Associates занимались в основном промышленными зданиями до 1969 года, когда они взяли проект административно-развлекательного центра для компании Fred Olsen & Co. в лондонском районе Доклендс, где сотрудники и менеджеры размещались в одном офисе. В 1970 году за этим последовало возведение для Computer Technology Limited первого в мире надувного офисного здания, в котором в течение года работало 70 сотрудников. Проектом, который принёс фирме широкую известность, стала штаб-квартира Willis Faber & Dumas в Ипсуиче в 1975 году. Заказчик, семейная страховая компания, хотел вернуть на рабочем месте чувство общности. Для этого Фостер спроектировал пространство с модульными офисными этажами открытой планировки задолго до того, как это стало нормой, и устроил в здании сад на крыше, 25-метровый бассейн и спортзал, чтобы повысить качество жизни сотрудников. Здание имеет полупрозрачный стеклянный фасад во всю высоту. Дизайн был вдохновлен зданием Daily Express в Манчестере, которым Фостер восхищался в детстве. Сегодня здание находится под охраной как памятник архитектуры. Центр визуальных искусств Сейнсбери в кампусе Университета Восточной Англии в Норидже был одним из первых крупных общественных зданий, спроектированных Фостером, и был завершен в 1978 году.
В 1981 году Фостер получил заказ на строительство нового здания аэровокзала в лондонском аэропорту Станстед. Выполненное компанией Foster + Partners здание, признанное знаковым для архитектуры в стиле «хай-тек», было открыто в 1991 году и удостоено Премии Европейского Союза в области современной архитектуры (Премии им. Миса ван дер Роэ) 1990 года.
Фостер приобрел репутацию благодаря проектам офисных зданий. В 1980-х годах он спроектировал здание банка HSBC в Гонконге, на тот момент самого дорогого здания из когда-либо построенных. Здание отличается высокой светопроницаемостью, каждый из 3500 работников имеют вид на Виктория-Пик или бухту Виктории. Как рассказывает Фостер, если бы фирма не выиграла контракт, она, вероятно, обанкротилась бы.

### 1990-е годы по настоящее время

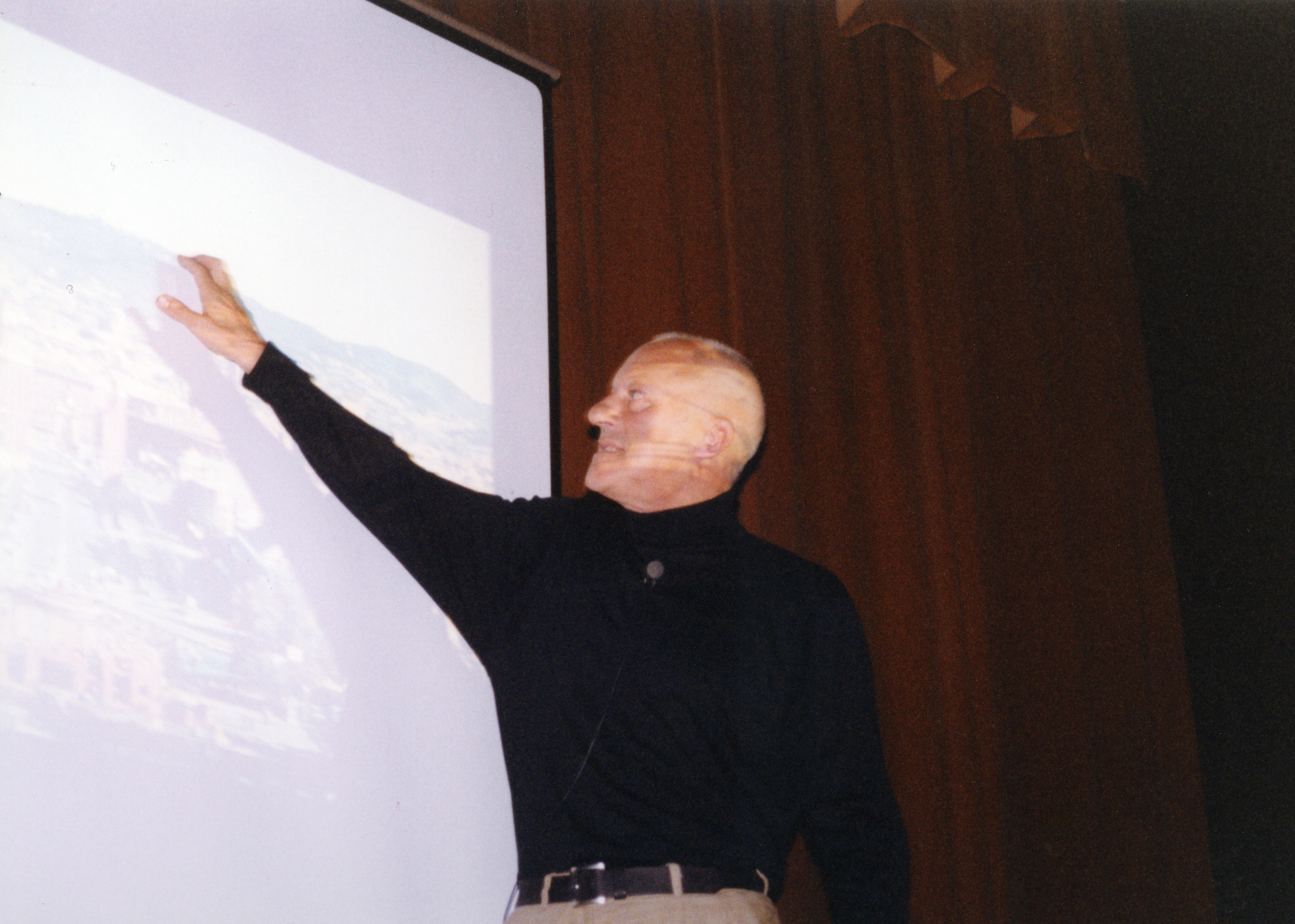
Фостер читает лекцию в 2001 году

Фостеру было поручено строительство на территории Балтийской биржи, которая пострадала в результате взрыва бомбы ИРА в 1990-х годах. Компания Foster + Partners представила план небоскреба высотой 385 метров, London Millennium Tower, но его высота была сочтена чрезмерной для города. Тогда вместо него Фостер построил небоскрёб Мэри-Экс, в народе называемый «корнишон» из-за своей формы. В 1999 году компания была переименована в Foster + Partners.
В 2004 году Фостер спроектировал самый высокий мост в мире, Виадук Мийо на юге Франции; как заявил мэр Мийо Жак Годфрен, «архитектор Норман Фостер подарил нам произведение искусства».
Фостер работал со Стивом Джобсом с 2009 года до смерти Джобса над дизайном штаб-квартиры Apple, Apple Park, в Купертино (Калифорния). Здание было открыто для сотрудников в апреле 2017 года, через шесть лет после смерти Джобса.
В январе 2007 года «Санди Таймс» сообщила, что Фостер связался с компанией Catalyst, чтобы найти покупателей для Foster + Partners. Фостер не собирался уходить на пенсию, но решил продать свои 80-90 % акций компании стоимостью до 500 миллионов фунтов стерлингов.
В настоящее время Фостер входит в состав попечительского совета архитектурной благотворительной организации Article 25. Также он был членом попечительского совета Архитектурного фонда Великобритании. Фостер считает, что привлечение молодых талантов имеет важное значение, и гордится тем, что средний возраст людей, работающих в Foster and Partners, составляет 32 года, как и в 1967 году.
Он является президентом Фонда Нормана Фостера, созданного для «содействия междисциплинарному мышлению и исследованиям, чтобы помочь новым поколениям архитекторов, дизайнеров и урбанистов предвидеть будущее». Фонд, созданный в июне 2017 года, базируется в Мадриде и работает во всём мире.
Фостер в интервью называет русского инженера В. Г. Шухова конца XIX века своим кумиром и широко использует в своём творчестве шуховские сетчатые оболочки.

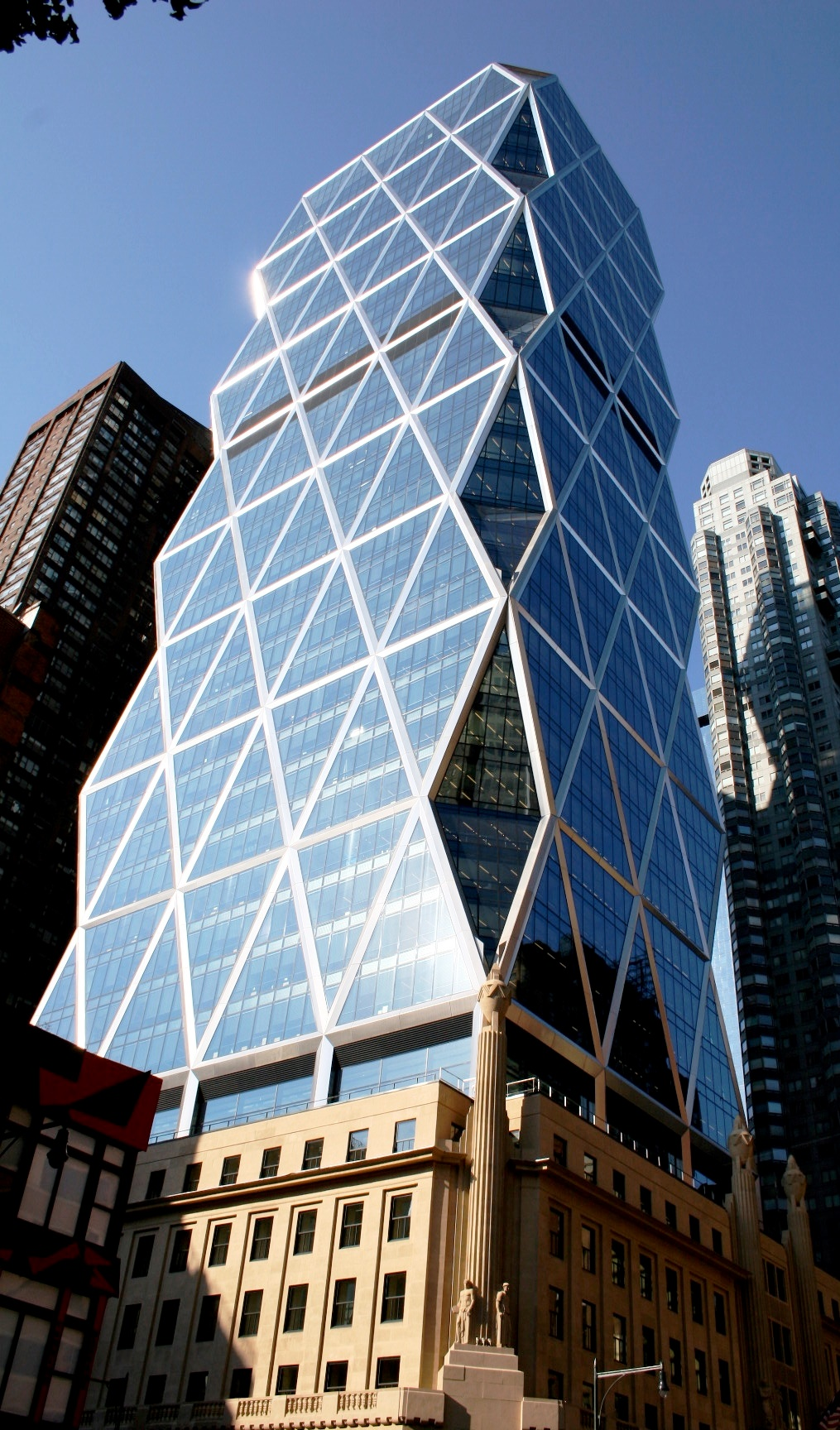
Башня Хёрст

## Личная жизнь

### Семья
Фостер был женат трижды. Его первая жена Венди Чизмен, одна из четырёх основателей Team 4, умерла от рака в 1989 году. С 1991 по 1995 год Фостер был женат на Сабихе Румани Малик; брак распался. В 1996 году Фостер женился на испанском психологе и кураторе Элене Очоа. У него пятеро сыновей и дочь.

### Здоровье
В 2000-х у Фостера диагностировали рак кишечника; ему сказали, что ему осталось жить несколько недель. Он прошел курс химиотерапии и полностью выздоровел. Он перенёс также сердечный приступ.

## Работы в СНГ
- В Астане Фостером, совместно с Гульзифой Абилевой, были построены «Дворец мира и согласия» (2006)[40], торгово-развлекательный центр «Хан-Шатыр» (2010)[41], Библиотека Первого президента (2013)[42].
- В Москве Фостер и его архитектурное бюро работал над проектом 612-метровой Башни «Россия», планировавшейся в составе ММДЦ «Москва-Сити», и проектом реконструкции здания Дворянского собрания и его объединения с главным зданием Пушкинского музея[43].
- Фостер спроектировал гостиничный комплекс «MRIYA» (в данный момент называется «Mriya Resort & SPA») в крымском посёлке Оползневое[41].
- В Екатеринбурге по проекту Фостера возведено здание штаб-квартиры РМК[44]. Здание построено в стиле Фостера, но сам архитектор в проекте не участвовал. Его автор — старший партнер бюро Foster + Partners австралиец Люк Фокс[41].

## Изображения творений архитектора

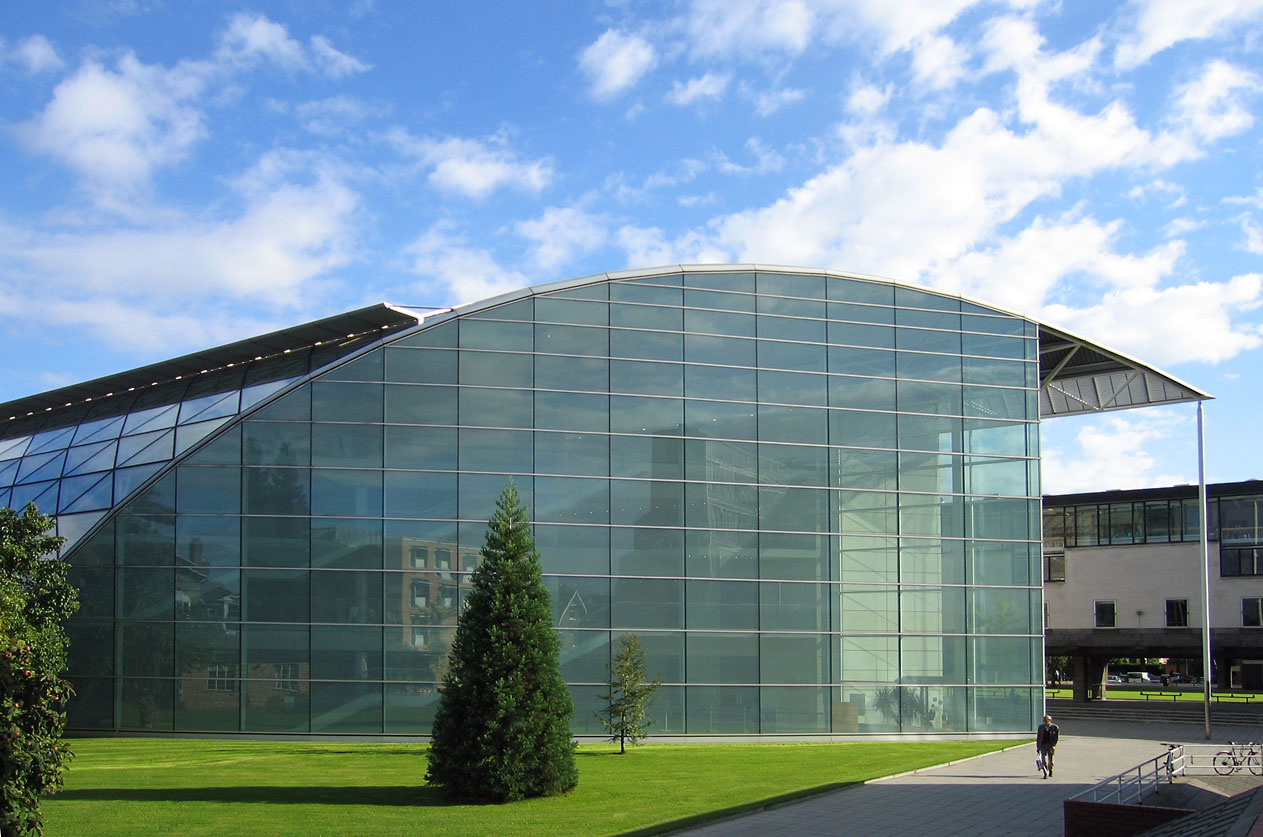
Факультет права, Кембриджский университет, Великобритания, 1995
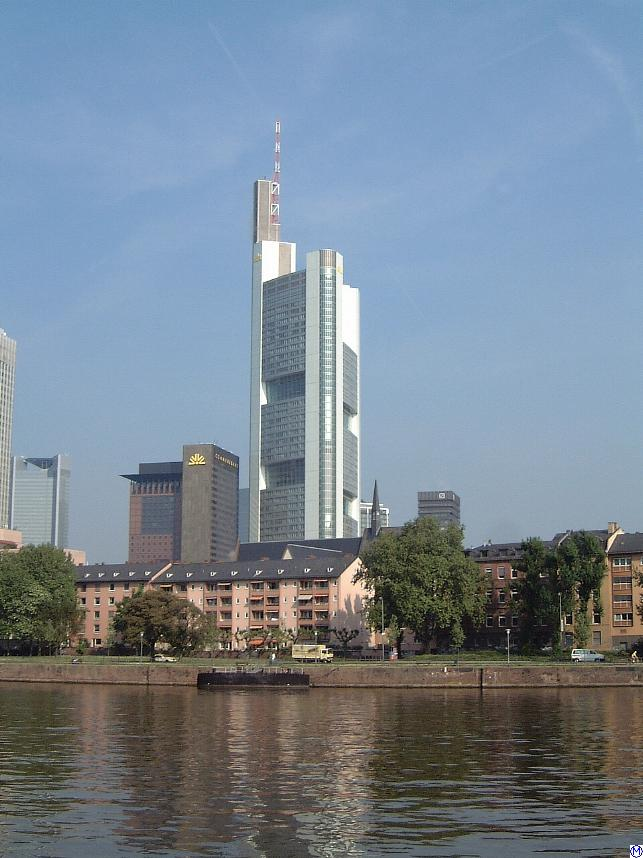
Коммерцбанк-Тауэр во Франкфурте (самое высокое здание Европы в 1997-2004)
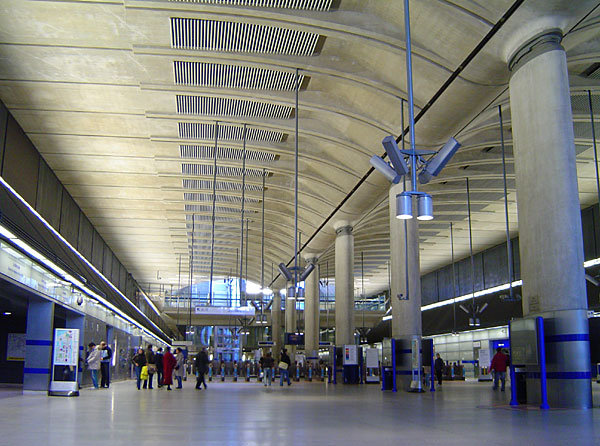
Станция «Канэри-Уорф» лондонского метро, 1999
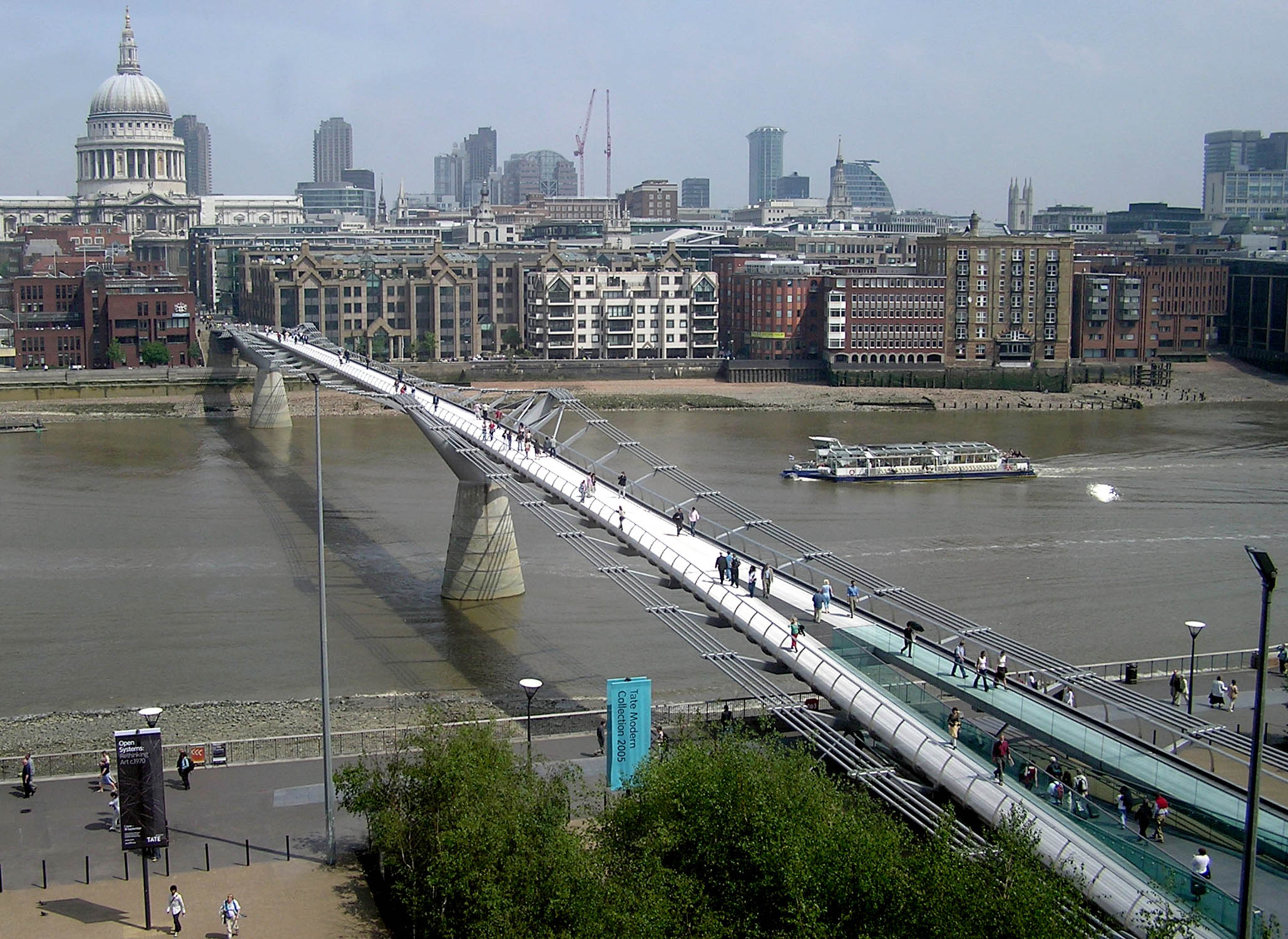
Мост «Миллениум» в Лондоне, 1999-2002
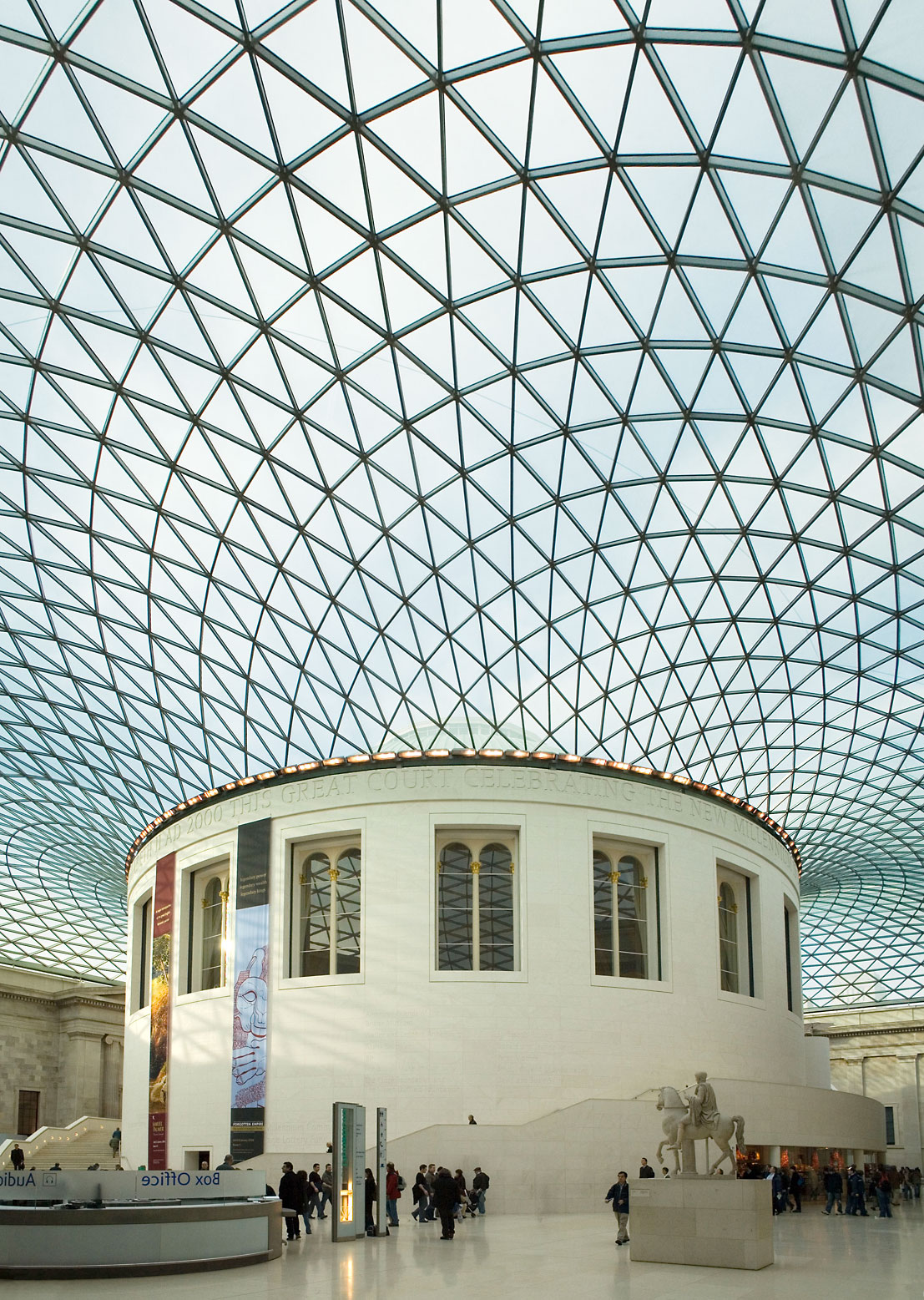
Перекрытие-оболочка двора Британского музея (реконструкция), 2000
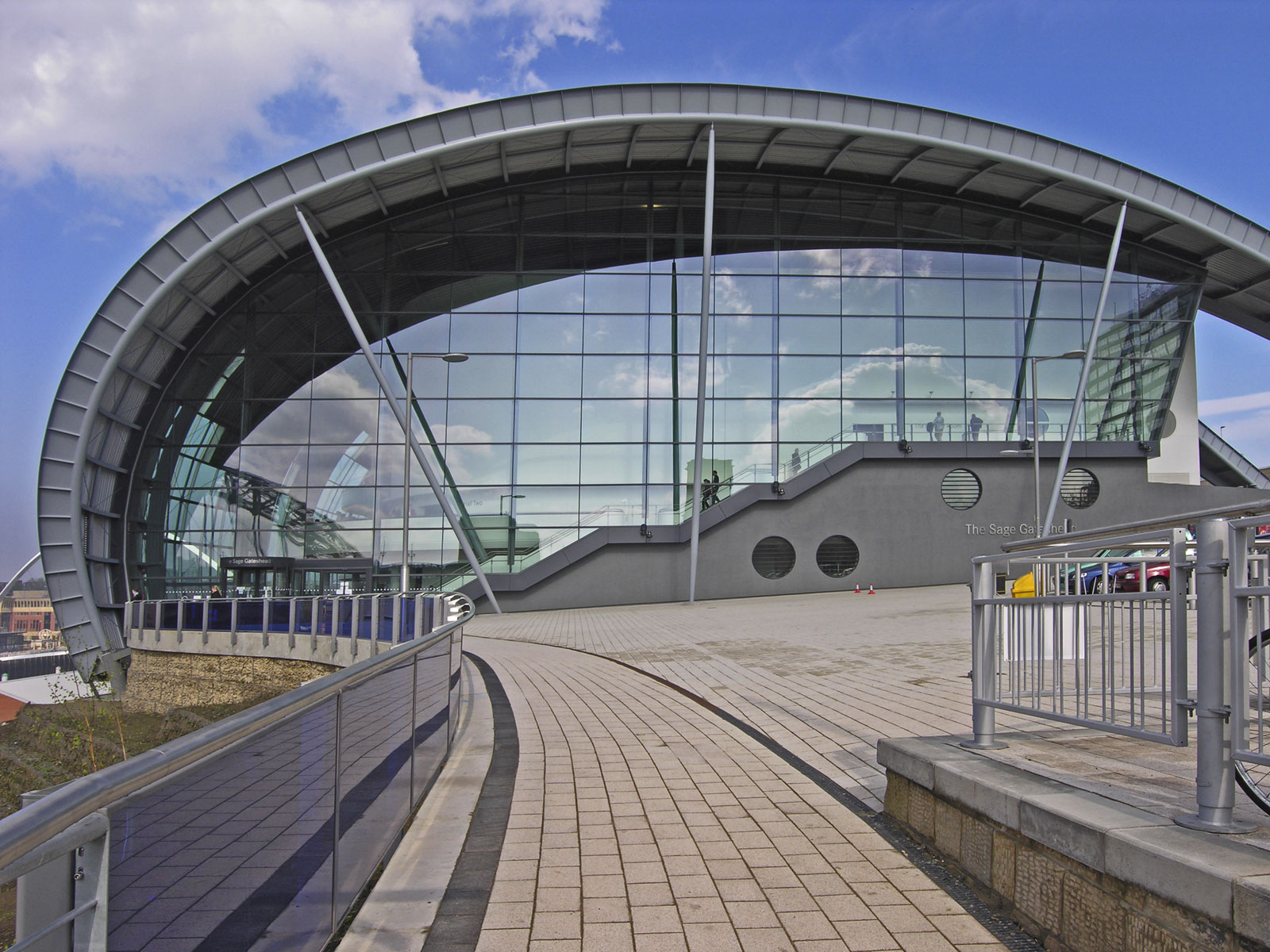
Sage Gateshead, Гейтсхед, Великобритания, 2004
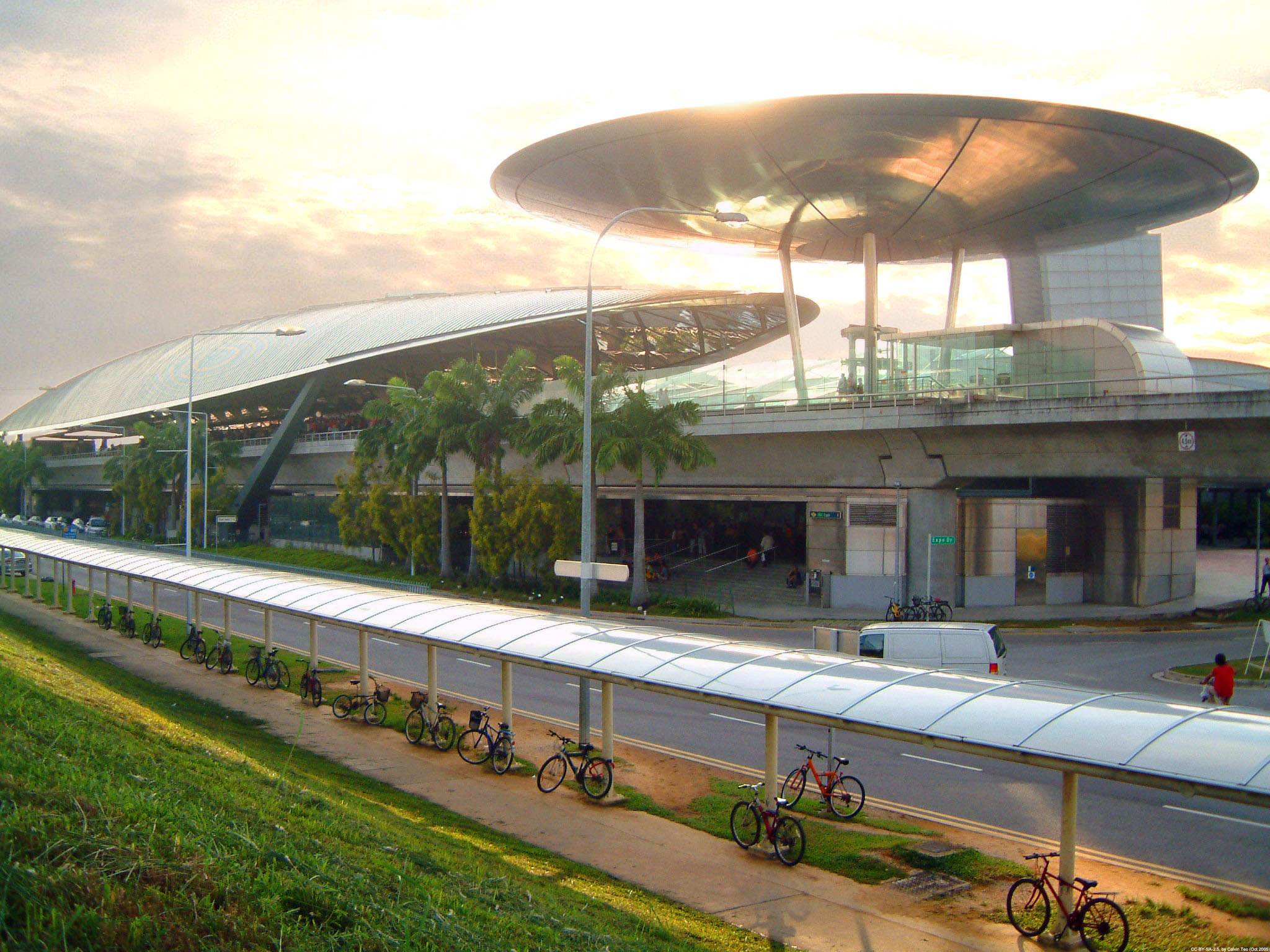
Выставочный зал в Сингапуре
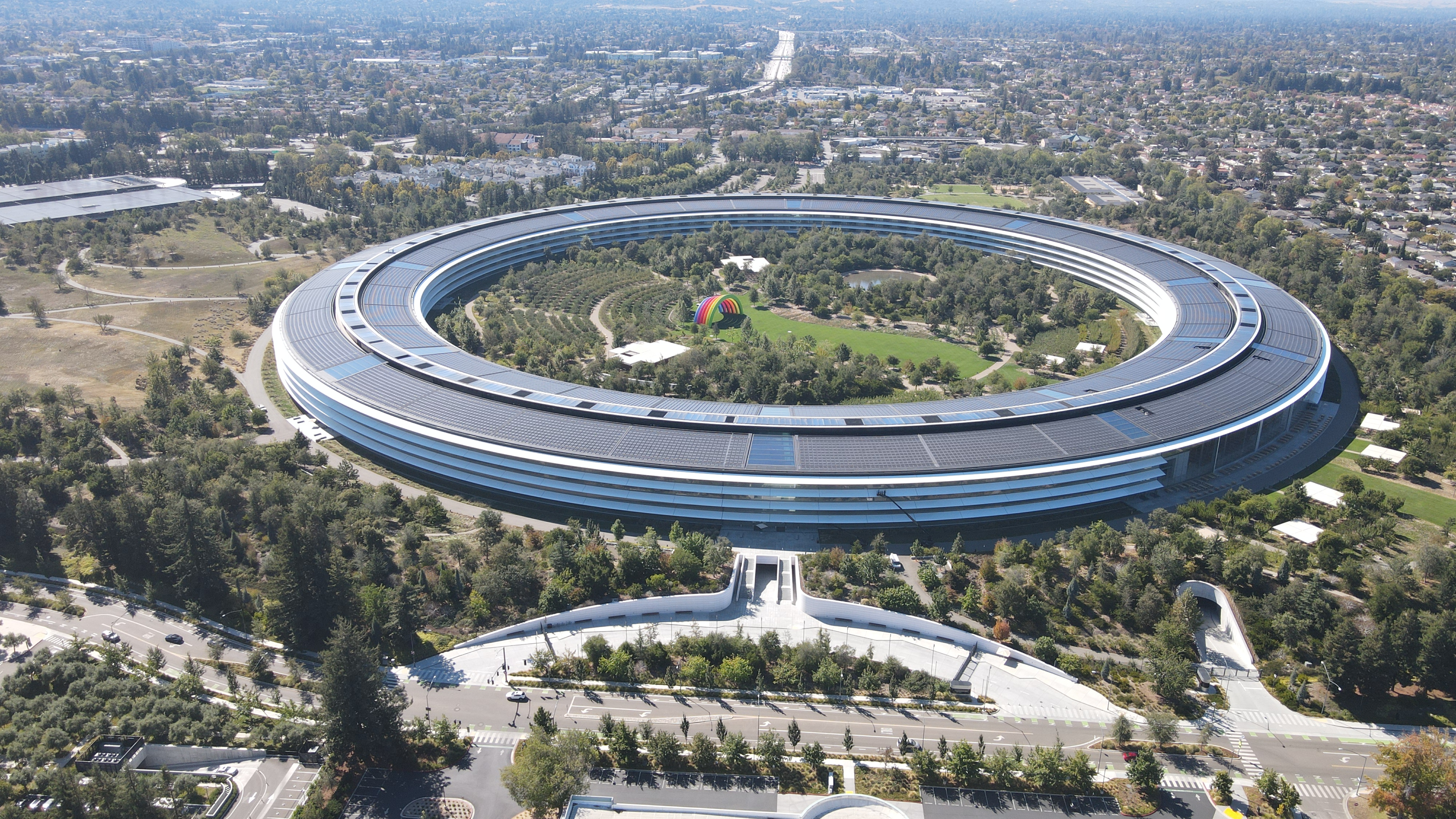
Apple Park в Купертино

## Документальные фильмы
- Сколько весит ваше здание, мистер Фостер? (режиссёры Карлос Каркас и Норберто Лопес Амадо, 2010, 78 минут)

## Признание
- Лауреат Императорской и Притцкеровской премий.
- Зарубежный почётный член Российской академии художеств (2004)[45]
- Член-корреспондент Хорватской академии наук и искусств (2016)[46]
- 2014 — Лауреат Государственной премии мира и прогресса Первого Президента Республики Казахстан — Лидера нации[47]
- Кавалер Золотой медали Американского института архитектуры (1994).

### Почести в Великобритании
Фостер был удостоен звания рыцаря-бакалавра в 1990 году и тем самым получил титул сэр. Он был награждён Орденом Заслуг в 1997 году. В июле 1999 года Фостер был повышен до звания пэра, и стал официально именоваться барон Фостер из Темз-Банк, Реддиша в графстве Большой Манчестер.